# Deep Wound
Deep Wound é uma banda estadunidense de hardcore punk que durou de 1981 a 1984, tornando-se célebre por ter dado origem aos ícones do indie rock, a banda Dinosaur Jr..
A banda também é conhecida como uma das mais rápidas do hardcore da época e, junto com o Siege, foram uma influência marcante no desenvolvimento do estilo conhecido como grindcore alguns anos depois.

## História
J Mascis e Charlie Nakajima moravam em Amherst, e estudavam juntos na mesma escola. Em 1982, J conheceu Scott na Main Street Records, e ele logo tornou-se o baixista da banda. Scott anunciou em um folheto vagas para músicos na banda. J atandeu a audição e fez seu pai o levar, junto com sua bateria, para a casa de Lou Barlow em Westfield Já tinham um cantor, mas J os substituiram por Charlie, e então a banda estava formada.
Gravaram uma fita K7 e apresentaram-se em algumas ocasiões em Boston. Gradualmente tornaram-se mais rápidos, cada vez mais.
Acabaram a banda em 1984. Mascis e Barlow formaram posteriormente o Dinosaur Jr., Barlow depois deixou o Dinosaur Jr. para o formar as bandas Sebadoh e Folk Implosion. Scott Helland formou o Outpatients e atualmente trabalha como artista solo. Charlie posteriormente formou o Gobblehoof.
A banda reuniu-se novamente junto com o Dinosaur Jr. em abril de 2004.
Em 2005 a gravadora britânica Damage Goods lançou uma compilação de uma versão demo de 1982.

## Integrantes
- J Mascis - bateria
- Lou Barlow - guitarra
- Scott Helland - baixo
- Charlie Nakajima - vocal

## Discografia

### Álbuns oficiais
- 1982 demo
- s/t 7" EP
- Bands That Could Be God LP[2]
- Discography LP

### Bootlegs
- S/t CD
- American Style 7" EP
- 1982 Demo 7" EP